# Mély levegő
A Mély levegő Halász Rita első regénye és első könyve, megjelent a Jelenkor Kiadónál 2020-ban. A 2020. évi őszi Margó Irodalmi Fesztiválon mutatták be, majd 2021-ben beválogatták a Libri irodalmi díj tíz könyvet tartalmazó rövid listájába. A kötettel szerzője megkapta a 2021-es Margó-díjat.

## Tartalma
Téltől télig, költözködéstől költözködésig tart az egyes szám első személyben előadott történet. A 30 éves V. Verának elege lett férje, Péter fokozódó lelki terrorjából, és amikor ez már fizikai bántalmazásba vált át, két óvodás korú gyerekükkel kocsiba ül és pesti lakásukból apjához költözik Budára. Ezzel még semmi nem oldódik meg, de elkezdődhet valami más.
Az új élethelyzet új gondokat is teremt. A gyerekeknek biztosítania kell vagy kellene a folyamatosságot, a mesék folytatását, a kérdésekre az érthető válaszokat. Állást kell keresnie, hiszen eddig nem dolgozott. Közben hallgatnia kell elvált szülei veszekedéseit: az aprólékosan takarékos apáét meg a mindenre kész válaszokkal rendelkező anyáét, és tanácsait. Leginkább pánikreakcióin kell úrrá lennie és saját kérdéseire választ találnia: honnan, hogyan jutott ide? kivel, merre induljon tovább? Ezekről igazán csak egykori osztálytársával, a Portugáliában élő Andival tud beszélni. Régi szerelme, Iván már családos ember, egyébként sem lehet rá számítani. A párterápián Vera burkolt biztatást kap, hogy „máshonnan is szerezhetne be örömöket”. Néhány hónapra a színész Márknál találja meg a szexuális kielégülés változatos formáit, rákap a drogra is, de kirángatja magát ebből a helyzetből és beadja a válókeresetet. Közben ott van benne a lelkifurdalás a gyerekek elhanyagolása miatt, a megfelelés igénye az új munkahelyen, a félelem rajztehetsége elvesztésétől; úszni jár, pszichológushoz jár, még a Csendes-óceán partjára is eljut Andihoz, és fizikai rosszulléteit is le kell gyűrnie, különösen a bíróságon.
A regény – a talajvesztett Vera belső (nem mindig tudatos) küzdelme, hogy ne tagadja meg teljesen eddigi életét és szerelmét, mégis képes legyen végleg szakítani vele. Kezdetben még a házasság rendbehozására gondol, de végül eljut a válóper indításáig és a tárgyalásig. Válságának túljutásán segítségére van – bár állandó vitáival – a gondoskodó szülői háttér, elsősorban anyja, aki vidéki nyaralásra viszi, majd hozzásegíti a portugáliai úthoz. Sokat segít a barátnő, Andi is, akiről tudható, hogy anyja pszichológus, és maga is annak készült. Márktól már nem sokat várhat, ő valószínűleg továbbra is csak kerülgetni fogja a maga életproblémáit, Iván pedig – aki a történet során személyesen meg sem jelenik – legfeljebb saját megromlott házasságára képes figyelni. Ebben a történetben a „pasik” eléggé leszerepelnek.
A regény stílusa sokszor egy dátumozás nélkül, sietősen írt jelenidejű napló benyomását kelti. Persze a látszat csal, hiszen gondosan szerkesztett szöveget olvasunk, melyben minden csak Vera tudatán, érzelmi világán át jut el az olvasóhoz. A rövid, díszítetlen mondatokból álló stílus jól érzékelteti a belső hajszoltságot, a „mély levegőre” vágyó ember lelkiállapotát.

## Fogadtatása
A könyvről megjelent kritikák egy része elsősorban magát a témaválasztást értékelte. A könyv megjelenésekor a családon belüli bántalmazás kérdése, elutasításának igénye aktuális téma volt még a napi sajtó cikkeiben is.
- „A Mély levegő egyrészt szépen illeszkedik a válásról, a bántalmazásról, a női tapasztalatok tabuiról szóló, szerencsére egyre szaporodó szövegek sorába. Másrészt viszont továbbmegy a bántalmazó kapcsolatok dinamikájának, az anyasághoz kapcsolódó káros előítéleteknek vagy például a különböző függőségek természetének általános bemutatásán, és zavarbaejtő részletességgel írja le a jelenségeket.”[1]

- A könyv „…az én olvasatomban szabadulástörténet. (...) Megváltás nincs, a szabadulás is inkább feltápászkodás, de Vera végre hátrahagyja bénító felettes énjeit és saját erejéből tápászkodik fel a padlóról.”[2]

- „Társadalompszichológiai és kulturális állásfoglalásként, Halász Rita könyve tiszteletre méltóan egyenes beszéd és terápiás hatással lehet a magyar közgondolkodásra. Hiányosságai leginkább karaktereinek bizonyos egysíkúságában, illetve a trauma szövegbe íródásában érhetőek tetten. (...) gyakran idéz inkább egy hosszú, indulatokkal, és felismerésekkel teljes baráti beszélgetést, mint egy művészileg megformált szöveget.”[3]

- „Vannak olyan első könyvek, melyeken nagyon látszik, hogy első könyv, viszont Halász Rita regénye egy végtelenül kiérlelt szöveg, mintha az első kéziratokat kidobta volna és egyből a sokadik könyvét írta volna meg.”[4]

- „Egy magába roskadó házasság, majd az újrakezdés kacskaringói. Semmi trükk, semmi felesleg. (...) szinte fel sem tűnik a nyelv, a finom játékok, az érzékeny ábrázolás. Gond nélkül vezet el az utolsó mondatig. Nem érezni az anyagot, szinte észrevétlenül lebeg előre a történet. De első kötetnél ez a gond nélküliség, ez az anyagtalanság sokkal több mint erény: igazi tehetség.”[5]